# Đền Đức Hoàng
Đền Đức Hoàng thờ vua Lê Trang Tông, là một công trình có kiến trúc nghệ thuật độc đáo, nằm ở xã Yên Sơn, huyện Đô Lương, tỉnh Nghệ An.

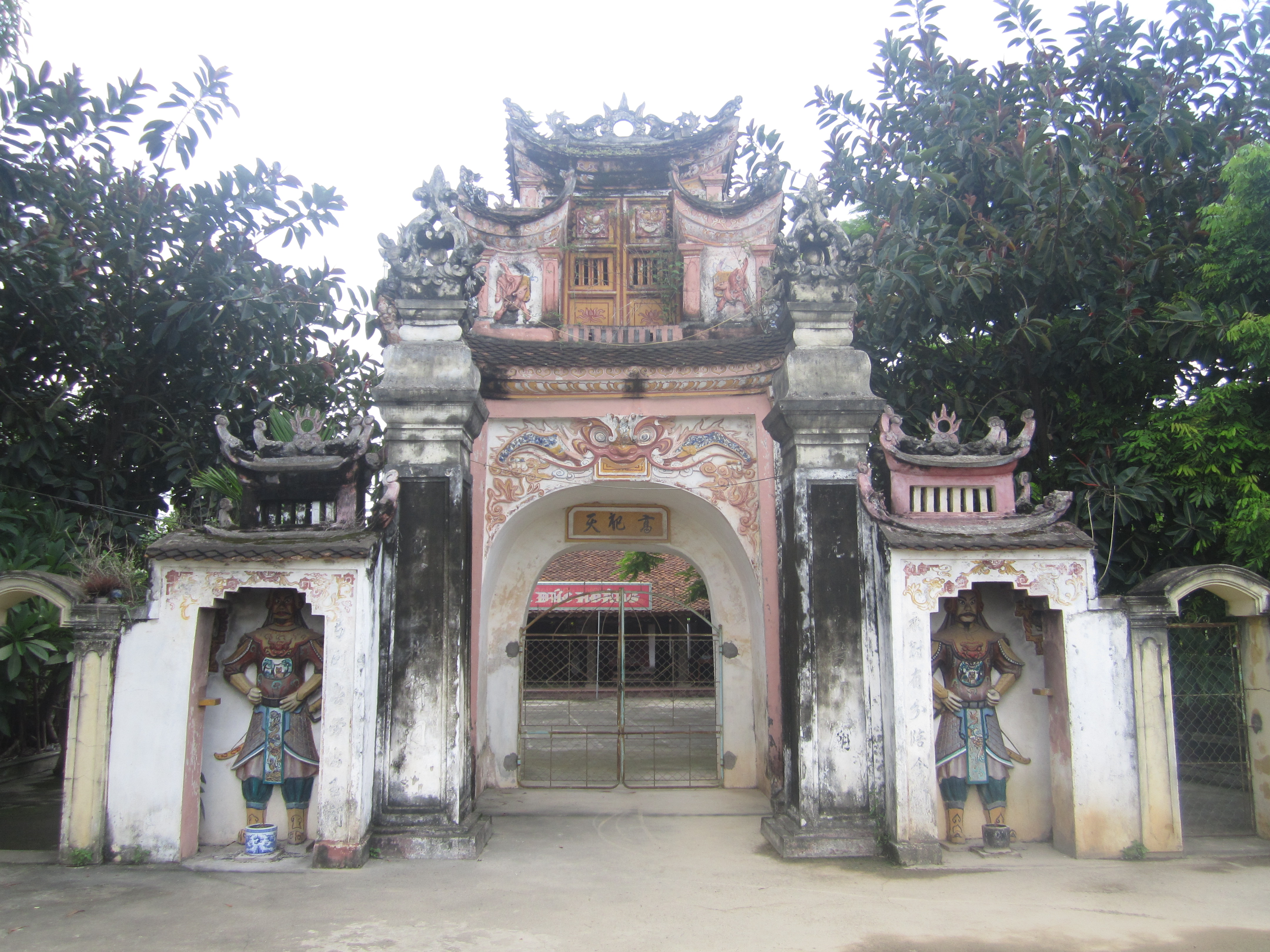
Đền Đức Hoàng

## Thần tích đền Đức Hoàng

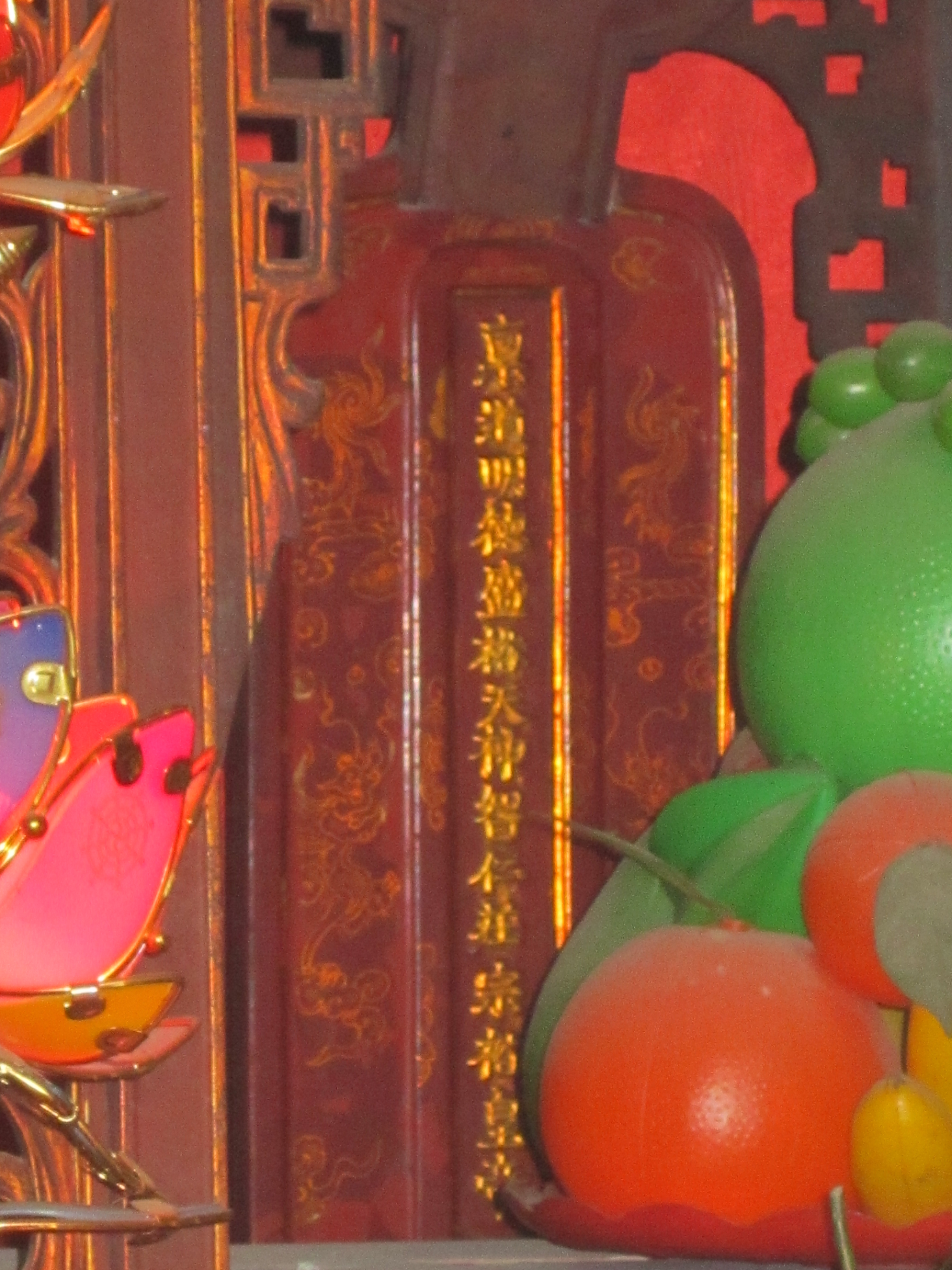
Bài vị Lê Trang Tông

Vào cuối thế kỷ thứ 16, nhà hậu Lê suy vong. Theo truyền thuyết bà Bùi Thị Ngọc Thụy vợ vua Quang Thiệu lúc đó đang có mang đã chạy về quê nhà ở làng Diêm Tràng,phủ Anh Sơn để ẩn náu. Tại đây bà sinh ra một người con khôi ngô tuấn tú,tướng mạo khác thường đặt tên là Ninh. Lớn lên cậu bé Ninh biết đi ở nuôi thân,nuôi mẹ,biết bênh vực những trẻ em bị bắt nạt và khi khôn lớn Ninh biết khai khẩn đất đai.
Bề tôi cũ của nhà Lê là An Thanh Hàn Nguyễn Kim khởi binh ở Sầm nưa muốn tìm con cháu nhà lê để suy tôn làm minh chủ nên sai người tìm Lê Ninh ở Nghệ An. Khi tìm được Lê Ninh bề tôi rước về lập ngôi Hoàng Đế đặt niên hiệu là Nguyên hòa - Lê Trang Tôn đứng chủ trung hưng,khôi phục nhà Lê lúc đó 19 tuổi. Khi lên ngôi vua Lê Tôn đã biết tôn trọng người tài, nghe lời phải, biết vỗ về tướng sĩ, thưởng công xứng đáng nên động viên được quân sĩ và nhân dân.
Hồi bấy giờ đất nước loạn lạc vua Lê Trang Tông tham gia đánh giặc,do dãi dầu sương gió nên nhuốm bệnh không khỏi. Ngày 29 tháng giêng(1548) thì mất. Thần dân ai nấy đều thương tiếc. Nhân dân ghi nhớ công ơn của vị vua đẵ có công khai khẩn đất đai mở mang cả một vùng rộng lớn,tạo cho nhân có cuộc sống ổn định, lại có công dẹp loạn, bài trị yên dân, là một trông những người chấn hưng đất nước thời Hậu Lê nên lập bài vị "Bâm Đạo Minh Đức cung thiên thần trí nhân Trang Tôn dụ Hoàng Đế" rước vào thờ phụng trong đền
:Theo lời khai của làng Bỉnh Trung xã Diêm Tràng nơi có họ Lê được vua Lê Thuần Tông ban sắc thay mặt triều đình bốn mùa cúng tế đền.Bản khai này được gom trong cuốn " Bách thần lục "do Nguyễn triều Lễ bộ biên soạn thời Gia long được lưu trữ tại viện Hán nôm
Ngoài Lê trang Tông đền Đức Hoàng còn thờ 4 vị nữa
1-Hiển Công Vương Lê Khang con của Lê Trừ, cháu gọi Lê Lợi bằng chú ruột
2-Quang Nghiệp Vương Lê Thọ con của Lê Khang
3- Trang giản vương Lê Thiệu là người đã lập đền và là con của Lê Thọ
4- Bà Bùi Thị Ngọc Thụy vợ của Lê Thiệu

## Lịch sử xây dựng và kiến trúc
Đền Đức Hoàng được xây dựng năm Nhâm Dần.
Kiến trúc đền gồm có:
- Tam quan.
- Hạ điện.

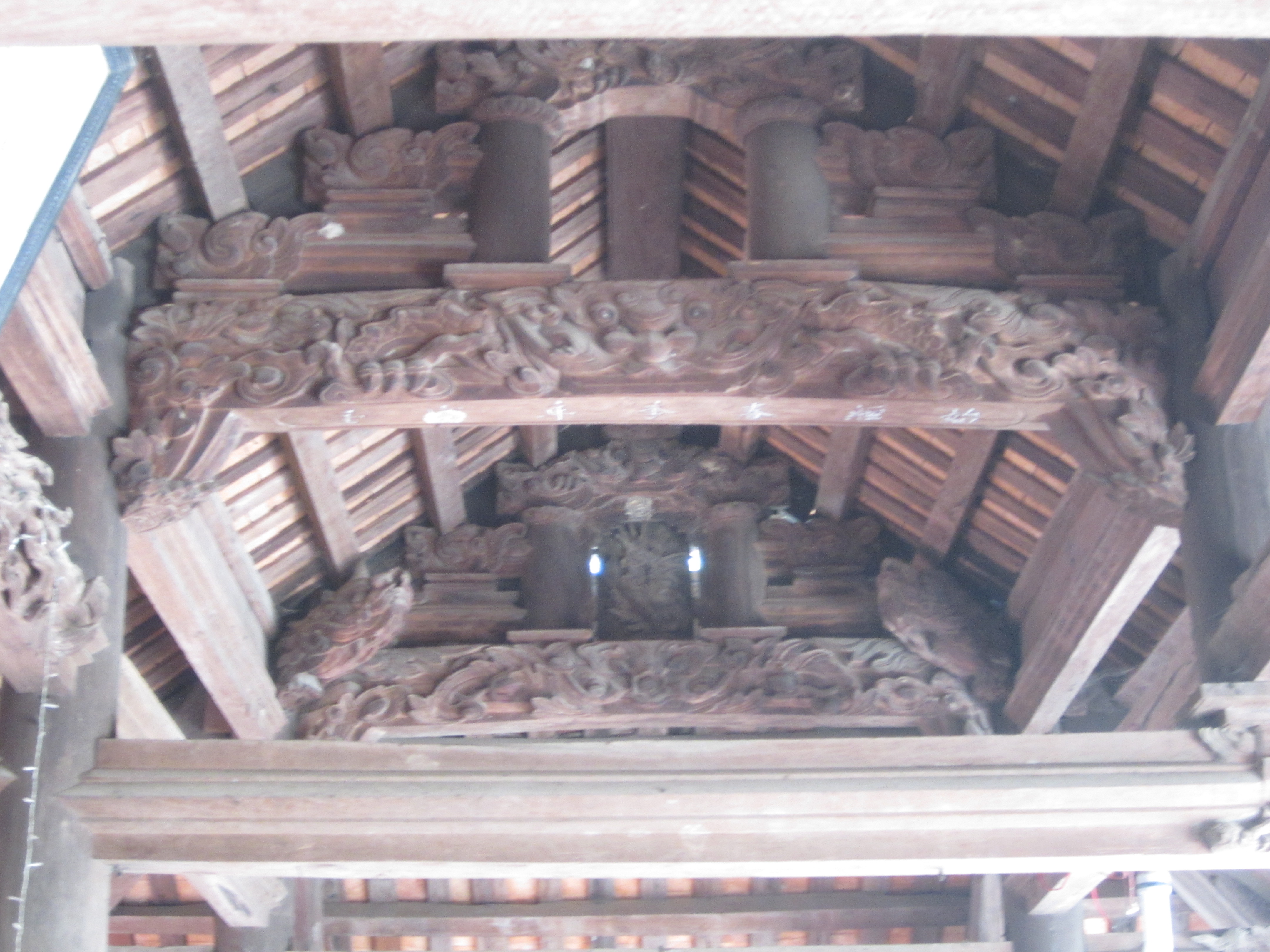
Điêu khắc trong đền

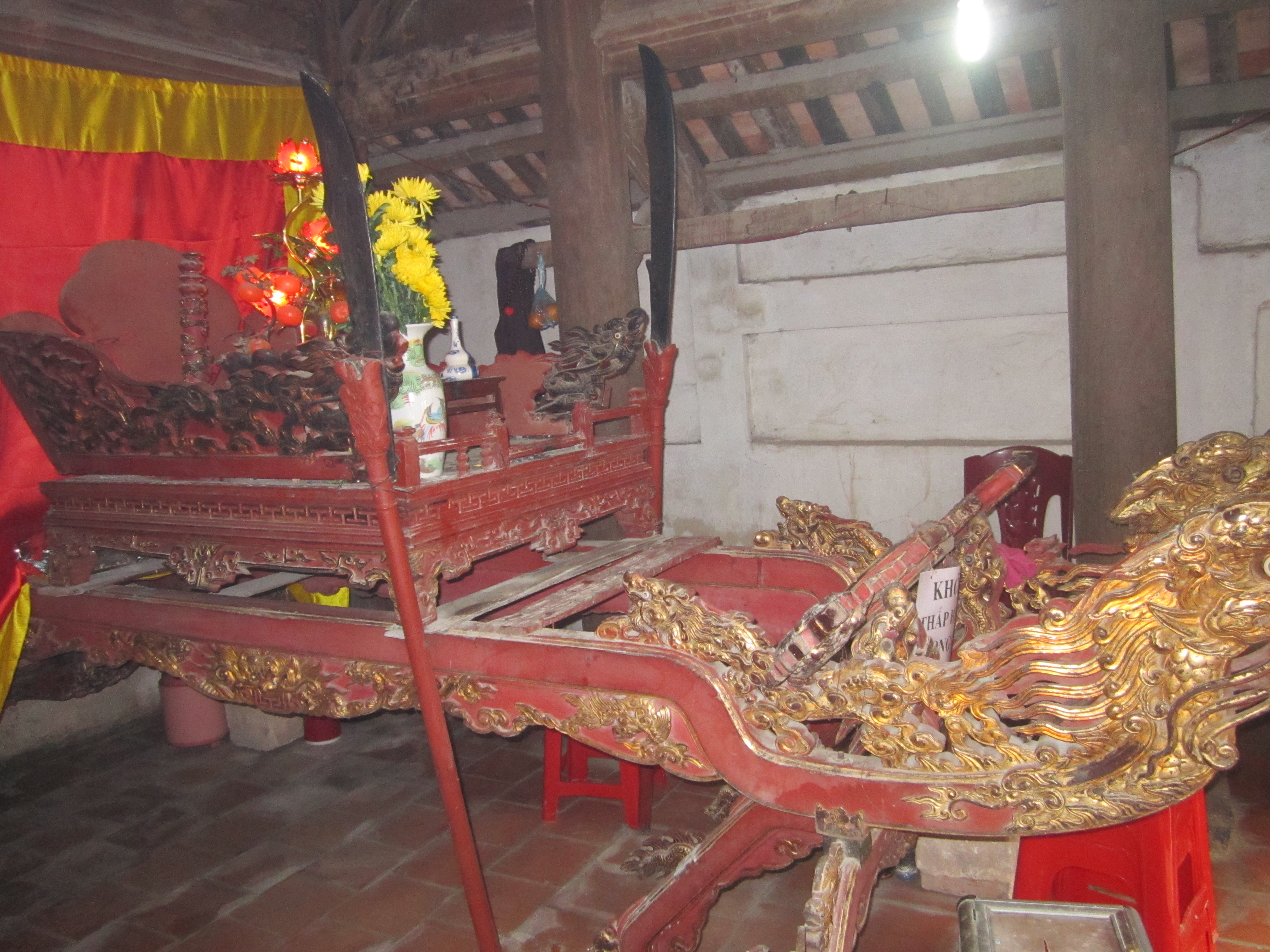
Kiệu rồng

- Thượng điện: gồm 3 gian, gian giữa đặt bài vị của Trang tông dụ hoàng đế, hai gian bên cạnh đặt các kiệu rồng.

## Lễ hội đền Đức Hoàng
Hàng năm nhân dân tổ chức tế lễ rước kiệu vào ngày 29 tháng giêng và ngày 17 tháng 6 âm lịch. Đây là ngày hội lớn của nhân dân Đô Lương